# Chaetura
Chaetura – rodzaj ptaków z podrodziny jerzyków (Apodinae) w rodzinie jerzykowatych (Apodidae).

## Zasięg występowania
Rodzaj obejmuje gatunki występujące w Ameryce.

## Morfologia
Długość ciała 10,5–14 cm; masa ciała 13,8–28 g.

## Systematyka

### Etymologia
- Chaetura (Chaturae): gr. χαιτη khaitē „długi, zwiewny włos”; ουρα oura „ogon”[8].
- Acanthylis: gr. ακανθυλλις akanthullis „mały cierń”, od zdrobnienia ακανθα akantha „kolec, cierń”, od ακη akē „punkt”[9]. Gatunek typowy: Cypselus spinicaudus Temminck, 1839.
- Acanthura: gr. ακανθα akantha „kolec, cierń”, od ακη akē „punkt”; ουρα oura „ogon”[10]. Gatunek typowy: Hirundo martinica Hermann, 1783.
- Uranteris: gr. ουρανος ouranos „niebo”; τερεω tereō „przebijać” (por. τερπω terpō „cieszyć się”)[11]. Gatunek typowy: Hirundo pelagica Linnaeus, 1758.

### Podział systematyczny
Do rodzaju należą następujące gatunki:
- Chaetura pelagica (Linnaeus, 1758) – kominiarczyk amerykański
- Chaetura vauxi (J.K. Townsend, 1839) – kominiarczyk szarobrzuchy
- Chaetura chapmani Hellmayr, 1907 – kominiarczyk jednobarwny
- Chaetura andrei von Berlepsch & E. Hartert, 1902 – kominiarczyk ciemnobrzuchy
- Chaetura meridionalis Hellmayr, 1907 – kominiarczyk popielatosterny
- Chaetura brachyura (Jardine, 1846) – kominiarczyk krótkosterny
- Chaetura cinereiventris P.L. Sclater, 1862 – kominiarczyk szarawy
- Chaetura fumosa Salvin, 1870 – kominiarczyk kostarykański
- Chaetura spinicaudus (Temminck, 1839) – kominiarczyk przepasany
- Chaetura egregia Todd, 1916 – kominiarczyk blady
- Chaetura martinica (Hermann, 1783) – kominiarczyk antylski